# Xã Madison, Quận Jackson, Ohio
Xã Madison (tiếng Anh: Madison Township) là một xã thuộc quận Jackson, tiểu bang Ohio, Hoa Kỳ. Năm 2010, dân số của xã này là 2.188 người.